# La Petite de Montparnasse
 (avril 2021).
- Si vous ne connaissez pas le sujet, laissez ce bandeau (vous pouvez alors contacter les auteurs).
- Si vous supprimez le contenu mis en cause (vous pouvez préalablement contacter les auteurs),

argumentez précisément cette suppression dans la page de discussion
(un manque de référence n'est pas un argument ; une recherche réelle de référence doit avoir été effectuée, être formellement documentée).
 (avril 2021).
La mise en forme du texte ne suit pas les recommandations de Wikipédia : il faut le « wikifier ».
Les points d'amélioration suivants sont les cas les plus fréquents :
- Les titres sont pré-formatés par le logiciel. Ils ne sont ni en capitales, ni en gras.
- Le texte ne doit pas être écrit en capitales (les noms de famille non plus), ni en gras, ni en italique, ni en « petit »…
- Le gras n'est utilisé que pour surligner le titre de l'article dans l'introduction, une seule fois.
- L'italique est rarement utilisé : mots en langue étrangère, titres d'œuvres, noms de bateaux, etc.
- Les citations ne sont pas en italique mais en corps de texte normal. Elles sont entourées par des guillemets français : « et ».
- Les listes à puces sont à éviter, des paragraphes rédigés étant largement préférés. Les tableaux sont à réserver à la présentation de données structurées (résultats, etc.).
- Les appels de note de bas de page (petits chiffres en exposant, introduits par l'outil «  Source ») sont à placer entre la fin de phrase et le point final[comme ça].
- Les liens internes (vers d'autres articles de Wikipédia) sont à choisir avec parcimonie. Créez des liens vers des articles approfondissant le sujet. Les termes génériques sans rapport avec le sujet sont à éviter, ainsi que les répétitions de liens vers un même terme.
- Les liens externes sont à placer uniquement dans une section « Liens externes », à la fin de l'article. Ces liens sont à choisir avec parcimonie suivant les règles définies. Si un lien sert de source à l'article, son insertion dans le texte est à faire par les notes de bas de page.
- La présentation des références doit suivre les conventions bibliographiques. Il est recommandé d'utiliser les modèles {{Ouvrage}}, {{Chapitre}}, {{Article}}, {{Lien web}} et/ou {{Bibliographie}}. Le mode d'édition visuel peut mettre en forme automatiquement les références.
- Insérer une infobox (cadre d'informations à droite) n'est pas obligatoire pour parachever la mise en page.

Pour une aide détaillée, merci de consulter Aide:Wikification.
Si vous pensez que ces points ont été résolus, vous pouvez retirer ce bandeau et améliorer la mise en forme d'un autre article.
La Petite de Montparnasse est un film français réalisé par le réalisateur autrichien Hanns Schwarz et sorti en 1932. Le film a fait l'objet d'une restauration mais quelques minutes de la bande son n'ont pas pu être remis en état, ce qui n'altère pas la bonne compréhension du film.

## Synopsis
André, jeune noble fils du comte de Heubourg, est un viveur qui mène une vie de bohème aux côtés de son amante, Nicolette. Il est chanteur dans un café et elle l'accompagne au piano. Sur son lieu de travail, il reçoit la visite d'un de ses créanciers, Génicault, las d'attendre toujours d'être remboursé. Le jeune homme dupe le créancier en confiant le peu d'argent qu'il a à son amante afin qu'il ne soit pas prélevé. Le créancier repart bredouille. De retour dans leur petit appartement, les amants entendent quelqu'un frapper à leur porte mais font comme s'ils n'étaient pas là, de crainte que cela soit un autre créancier. Il s'agissait en fait du père d'André, qui repart sans voir son fils. Une fois débarrassés de la menace d'un potentiel créancier, les amants songent à manger mais ils n'ont plus de provisions. Ils vont à leur fenêtre et appellent leurs voisins et amis, mais personne n'a de quoi manger. André envoie Nicolette chez l'épicier chez qui ils ont déjà des dettes, en espérant qu'il leur ferra crédit une fois de plus. Le père d'André, demeuré un moment devant l'immeuble, voit cette dernière sortir. Il ne sait pas que c'est elle l'amante de son fils. Il la trouve charmante et quand il voit l'épicier, furieux, refuser de faire crédit à Nicolette, il donne au commerçant l'argent pour payer les dettes et la consommation de la jeune femme, qui revient avec un panier plein de provisions. Tout heureux, André et Nicolette partagent leurs provisions avec les autres habitants de l'immeuble. 
Pendant ce temps, le créancier, dans un dernier recours, va rendre visite au père d'André en espérant récupérer son argent. Ce dernier lui annonce qu'il compte rembourser les dettes de son fils, et même lui donner la somme de 100.000 francs... A une condition : que son fils prenne le train pour Pithiviers et demande la main de la fille d'un riche industriel, monsieur Liseron, chez qui il est actionnaire. Le créancier, qui apprécie malgré tout la jeune Nicolette, tente de décourager le père de séparer les amoureux mais ce dernier reste implacable. De retour à Paris, l'homme rend visite aux jeunes gens et leur explique que le père compte donner de l'argent à son fils. Les amants commencent par se réjouir mais déchantent lorsqu'ils entendent les conditions édictées par le père. Ils refusent la proposition et le créancier s'en va. Cependant, après y avoir réfléchit, André et Nicolette élaborent un plan : André va épouser la riche héritière, récupérer l'argent promis par son père, puis demander le divorce afin de retrouver Nicolette. Tous deux sortent pour qu'André puisse prendre le train mais n'ont plus d'argent pour payer le billet. Heureusement, le créancier avait prévu qu'ils changeraient d'avis et les attend avec un billet de train. André promet qu'il sera de retour le soir même. Une fois qu'il est parti, le créancier s'étonne que Nicolette ne soit pas plus chagrinée et elle lui explique leur plan. L'homme lui dit alors qu'ils sont naïfs de penser que le père vas donner l'argent tout de suite après le mariage de son fils sans s'assurer de sa fiabilité. Nicolette est éplorée en comprenant que leur plan est voué à l'échec. Le créancier tente de la consoler en lui disant qu'une jeune fille comme elle n'aura aucun mal à trouver un autre compagnon, mais elle n'est pas convaincue. En rentrant chez elle, elle trouve sur son palier un bouquet de fleurs ainsi qu'une carte l'invitant à dîner. Elle comprend que cela vient d'un homme riche et que si elle veut garder André auprès d'elle, il lui faut se donner à cet homme pour obtenir de l'argent. Elle se rend au rendez-vous dans un luxueux hôtel particulier et retrouve l'homme qu'elle a déjà vu devant l'épicerie, et qui n'est autre que le père d'André. Ni l'un ni l'autre n'ont conscience de leurs identités respectives.
Pendant ce temps, André est accueilli avec faste par la famille de sa fiancée, des parvenus pour qui ce mariage est une occasion d'ascension sociale. Il est présenté à toute la famille, au cours d'un cérémonial assez ridicule. On sent une forme de satyre des mœurs bourgeoises, renforcée par la maladresse de ces parvenus qui veulent s'intégrer à l'élite. Le dîner de fiançailles s'éternise et André craint de ne pas être à l'heure pour prendre le train du retour, ainsi qu'il l'a promis à Nicolette. N'en pouvant plus, il s'enfuit du dîner pour prendre son train. 
De son côté, Nicolette tente de faire bonne figure au cours de son dîner avec le père d'André, mais lorsque vient le moment où elle sent qu'elle doit se donner à lui, elle ne tient plus et fond en sanglot. Elle explique alors sa situation au père qui comprend que cette jeune femme est l'amante de son fils. Attendri, il la laisse en paix. Nicolette dors à l'hôtel particulier toute la nuit. A son réveil, le majordome lui donne de l'argent que le père a laissé pour elle. Elle utilise cet argent pour acheter du linge et retourne à l'appartement. Elle y retrouve André, furieux de ne pas l'avoir trouvé à son retour la veille au soir, et qui voyant les fleurs devant la porte est convaincu qu'elle l'a trompé. Il veut la quitter. Mais c'est alors que le père arrive dans leur appartement et que Nicolette découvre sa véritable identité. Il explique à son fils qu'il a eu une discussion avec Nicolette et qu'il accepte leur mariage. Le film se clôt sur l'union des deux amants.

## Fiche technique[1]
- Titre : La Petite de Montparnasse
- Réalisation : Hanns Schwarz
- Scénario : Louis Verneuil, Franz Schulz
- Directeur de la photo : Werner Brandes
- Musique originale : Franz Wachsmann
- Producteur : Joseph N. Ermolieff
- Producteur : Gaumont-Franco Film-Aubert (G.F.F.A.)
- Langue d'origine : Français
- Format : noir et blanc, 35 mm, 1.37:1, son mono
- Genre : Romance
- Durée : 89 minutes
- Date de sortie : 25 mars 1932

## Distribution[2]
- Grazia Del Rio : Nicolette
- Lucien Gallas : André
- Jean Sinoël : Génicault
- Pierre Magnier : le comte de Heubourg
- Jeanne Cheirel : Madame Liseron
- Louis Baron fils : Monsieur Liseron
- Lucien Beauval : le domestique du père

## Thèmes
(avril 2021).
Le scénario reprend beaucoup de thèmes classiques des romances : l'opposition parentale à un mariage, le fils rebelle, le consentement paternel final à l'union des amants.  Des thèmes qui relèvent d'enjeux sociaux sont également présent puisque trois strates sociales se rencontrent : la grande noblesse incarnée par le père d'André, la bourgeoisie industrielle montante incarnée par la famille Liseron, la bohème et le peuple pauvre sous les traits des héros et de leurs amis. La vieille noblesse, dominante symboliquement, est ici néanmoins obligée de s'allier à la bourgeoisie montante par un projet de mariage. Si le père représente la figure du vieil homme qui sait gérer sa fortune, son fils est le type d'une noblesse décadente qui dépense sans compter et jouit de la vie. Par ailleurs, le film montre l'hypocrisie du père qui se veut dicter sa conduite à son fils, car le comte de dédaigne pas de courtiser des filles du peuple en cachette alors qu'il interdit à son fils d'en fréquenter une. Les apparences règnent donc en maître dans ce monde.  
Les Liserons, quant à eux, sont des nouveau riches qui comptent bien sur le prestige qu'un mariage noble peut leur apporter. Leur nom même, Liseron, est péjoratif puisqu'il désigne une plante qui grimpe toujours plus en étouffant au passage les autres, ce qui pose dès lors la vision de ces bourgeois comme des parasites. Ils sont fréquemment ridiculisés par l'usage du comique de mœurs : ils veulent impressionner André par le faste de la réception mais ne parviennent qu'à se rendre ridicule, et leur fille est le type de la demoiselle écervelée et futile. 
La vie de bohème et le peuple du quartier du Montparnasse est lui présenté sous des traits plus flatteurs : on exalte l'insouciance de ceux qui n'ont pas un sou ou le charme des jeunes filles de Montparnasse dans plusieurs chansons. Au luxe empesé des riches répond la joie du café populaire et le bonheur des amants dans leur appartement, même vide de ses meubles.

## Musique
Le film est ponctué de plusieurs chansons, dont deux reviennent de façon récurrente. Dans le café, André chante Ah si vous saviez c'qu'on est heureux quand on a rien du tout, qui revient sous différentes formes dans le film. L'autre chanson principale s'intitule Les P'tites Femmes de Montparnasse : 
Les p'tites femmes de Montparnasse

Ont du soleil plein les yeux

Quand on les regarde en face, on devient amoureux

Quand on est dans la mélasse

On fait de petits cadeaux

Elles se contentent d'un bécot

Les p'tites femmes de Montparneau !
La famille Liseron et ses domestiques entament également une chanson au moment de préparer la maison pour l'arrivée d'André.